# Lomaria procera
Lomaria procera là một loài thực vật có mạch trong họ Blechnaceae. Loài này được (G. Forst.) Desv. mô tả khoa học đầu tiên năm 1827.